# Meierndorf
Meierndorf ist ein Gemeindeteil der Gemeinde Burk im Landkreis Ansbach (Mittelfranken, Bayern). Die Gemarkung Meierndorf hat eine Fläche von 5,152 km². Sie ist in 738 Flurstücke aufgeteilt, die eine durchschnittliche Fläche von 6980,69 m² haben. In ihr liegen neben dem namensgebenden Ort die Gemeindeteile Bruck und Wolfershof.

## Geografie
Durch das Dorf fließt der Flinsbach, ein rechter Zufluss der Wieseth, und der Himmelreichbach, der im Ort als linker Zufluss in den Flinsbach mündet. Im Süden grenzt der Mönchswald an, 0,5 km westlich liegt der Burker Wald. Eine Gemeindeverbindungsstraße führt nach Bruck (1,5 km nordöstlich) bzw. nach Burk zur Staatsstraße 2248 (2 km südwestlich). Weitere Gemeindeverbindungsstraßen führen nach Zimmersdorf (1,7 km nordwestlich) und nach Oberkönigshofen zur Staatsstraßen 2220 (2 km südöstlich).

## Geschichte
Die Fraisch über Meierndorf war umstritten. Sie wurde sowohl vom ansbachischen Oberamt Wassertrüdingen als auch vom ebenfalls ansbachischen Oberamt Feuchtwangen beansprucht. Die Dorf- und Gemeindeherrschaft hatte das ansbachische Verwalteramt Waizendorf. Gegen Ende des 18. Jahrhunderts gab es in Meierndorf 13 Anwesen (1 Mühle, 2 Höfe, 1 Höflein, 7 Güter, 2 Häuslein) und ein Gemeindehirtenhaus. Alleiniger Grundherr war das Verwalteramt Waizendorf. Von 1797 bis 1808 unterstand der Ort dem Justiz- und Kammeramt Wassertrüdingen.
1806 kam Meierndorf an das Königreich Bayern. Infolge des Gemeindeedikts wurde der Ort dem 1809 gebildeten Steuerdistrikt und Ruralgemeinde Burk zugewiesen. 1818 entstand die Ruralgemeinde Meierndorf, zu der Wolfershof gehörte. Sie war in Verwaltung und Gerichtsbarkeit dem Landgericht Wassertrüdingen und in der Finanzverwaltung dem Rentamt Wassertrüdingen zugeordnet. 1849 wurde Meierndorf wieder nach Burk eingemeindet.

### Einwohnerentwicklung
Gemeinde Meierndorf
| Jahr      | 001818 | 001840 |
| Einwohner | 78     | 119    |
| Häuser    | 18     | 22     |
| Quelle    | [ 13 ] | [ 14 ] |

Ort Meierndorf
| Jahr      | 001818 | 001840 | 001861 | 001871 | 001885 | 001900 | 001925 | 001950 | 001961 | 001970 | 001987 | 002020 | 002023 |
| Einwohner | 64     | 104    | 113    | 108    | 106    | 123    | 121    | 138    | 134    | 127    | 154    | 164    | 171    |
| Häuser    | 15     | 20     |        |        | 27     | 26     | 27     | 26     | 26     |        | 36     |        |        |
| Quelle    | [ 13 ] | [ 14 ] | [ 15 ] | [ 16 ] | [ 17 ] | [ 18 ] | [ 19 ] | [ 20 ] | [ 21 ] | [ 22 ] | [ 23 ] | [ 1 ]  | [ 1 ]  |

## Religion
Der Ort ist seit der Reformation evangelisch-lutherisch geprägt und bis heute nach St. Wenzeslaus (Wieseth) gepfarrt. Die Einwohner römisch-katholischer Konfession sind nach Herz Jesu (Bechhofen) gepfarrt.